# Рангаредди (округ)
Рангаредди (телугу రంగా రెడ్డి జిల్లా; урду رنگاریڈی ضلع‎; англ. Rangareddy) — округ на западе индийского штата Телангана, до 2014 года входил в состав штата Андхра-Прадеш. Образован 15 августа 1978 года. Административный центр — город Хайдарабад. Площадь округа — 7493 км². По данным всеиндийской переписи 2001 года население округа составляло 3 575 064 человека. Уровень грамотности взрослого населения составлял 66,2 %, что выше среднеиндийского уровня (59,5 %). Доля городского населения составляла 54,2 %.